# NGC 6085
NGC 6085 ist eine 13,5 mag helle Spiralgalaxie vom Hubble-Typ Sa im Sternbild Nördliche Krone, die schätzungsweise 461 Millionen Lichtjahre von der Milchstraße entfernt ist.
Das Objekt wurde am 2. Juli 1864 von Albert Marth entdeckt.